# サンフランシスコ (セブ州)
サンフランシスコ（英語: San Francisco）とは、フィリピンのセブ州で3位 (third class) の町である。2015年の国勢調査によると、人口は55,180人である。
サンフランシスコのほぼ全てがパシハン島に位置する。エスペランサというバランガイの一部は北にあるトゥラン島も含む。どちらの島もカモテス諸島の一部である。

## バランガイ
サンフランシスコは15のバランガイに細分される。
- Cabunga-an
- Campo
- Consuelo
- Esperanza
- Himensulan
- Montealegre
- Northern Poblacion
- San Isidro
- Santa Cruz
- Santiago
- Sonog
- Southern Poblacion
- Unidos
- Union
- Western Poblacion